# Генріх Кайзер
Генріх Густав Йоганнес Кайзер (нім. Heinrich Gustav Johannes Kayser; 1853—1940) — німецький фізик.

## Біографія
Брат німецького вченого-геолога — Еммануеля Кайзера.
Закінчив Боннський університет, де в 1894—1920 роках викладав, а також створив центр спектроскопії. Спочатку займався дослідженнями акустичних хвиль, що було темою його дисертації в Берлінському університеті у 1879 році, встановив присутність гелію в атмосфері Землі. Разом із Карлом Рунге досліджував спектри хімічних елементів.
На честь Кайзера названа одиниця СГС «кайзер», що позначає хвильове число.

## Основні роботи
- Ueber den Einfluss der Intensität des Schalles auf seine Fortpflanzungsgeschwindigkeit[недоступне посилання з квітня 2019]. In: Ann. Phys. Chem.  4, 1879, S. 465—485.
- Lehrbuch der Physik für Studierende.  Enke, Stuttgart 1894.
- спільно з Карлом Рунге: Handbuch der Spektroskopie.  8 Bände. 1900—1924.